# Amtsgericht Jena

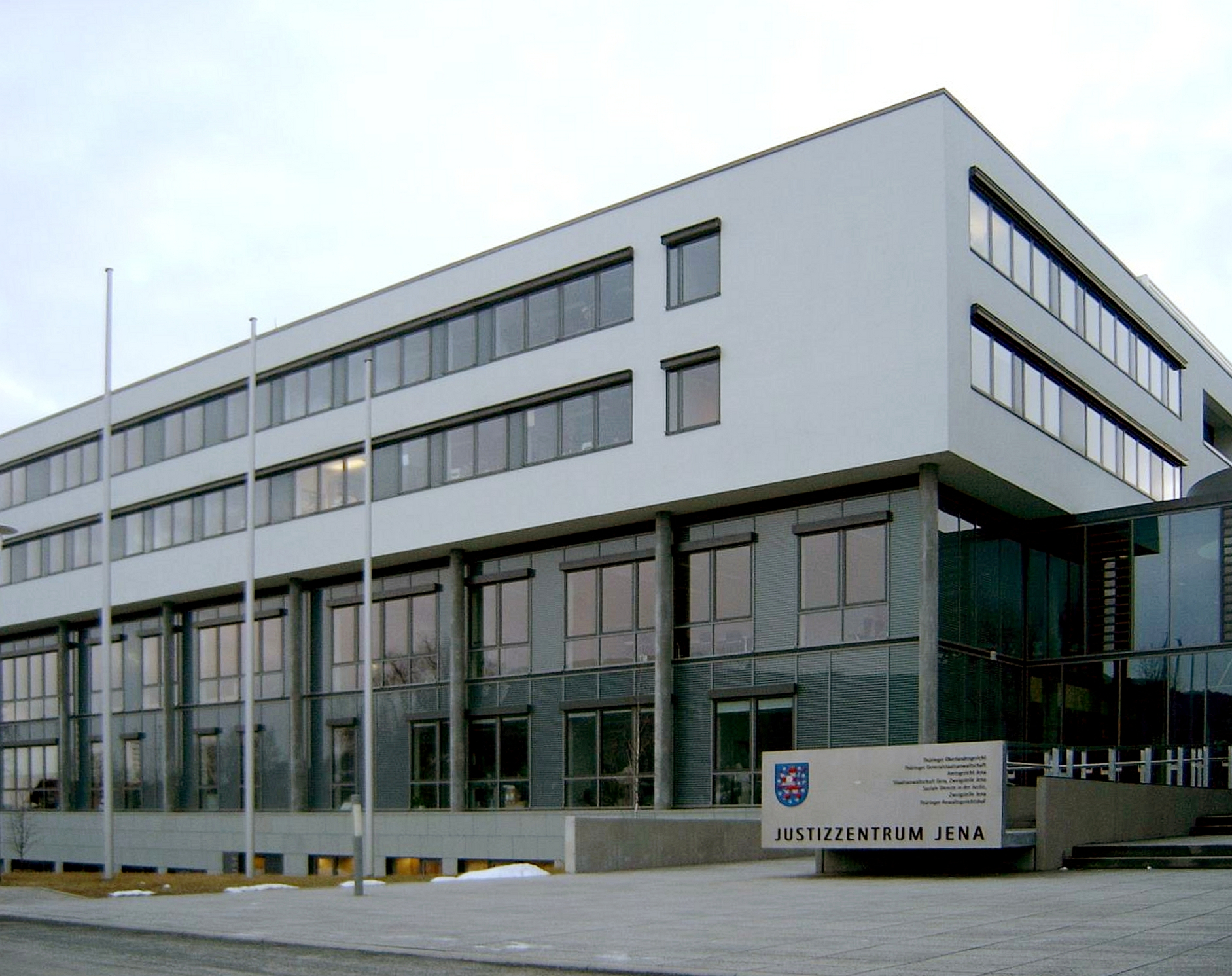
Justizzentrum Jena (2006)

Das Amtsgericht Jena ist ein Gericht der ordentlichen Gerichtsbarkeit und eines von sieben Amtsgerichten (AG) im Bezirk des Landgerichtes Gera.

## Gerichtssitz und -bezirk
Sitz des Gerichtes ist die kreisfreie Stadt Jena in der Metropolregion Mitteldeutschland. Der  289 km² große Gerichtsbezirk erstreckt sich auf die Städte und Gemeinden Dornburg-Camburg, Frauenprießnitz, Golmsdorf, Großlöbichau, Hainichen, Jena, Jenalöbnitz, Lehesten, Löberschütz, Neuengönna, Schkölen, Tautenburg, Thierschneck, Wichmar und Zimmern. In ihm leben rund 122.500 Menschen. 
Zwangsversteigerungs-, Zwangsverwaltungs-, Schöffen-, Jugendschöffen- und Haftsachen bearbeitet das AG Jena auch für den Bezirk des Amtsgerichtes Stadtroda. Es ist als Zentrales Registergericht für die Führung des Handels-, Genossenschafts- und Partnerschaftsregisters in Thüringen zuständig. 
Landwirtschaftssachen sind dem Amtsgericht Gera übertragen. Zentrales Mahngericht ist das Amtsgericht Aschersleben. 

## Gebäude
Das Gericht ist im Justizzentrum Jena, Rathenaustraße 13, untergebracht.

## Übergeordnete Gerichte
Dem Amtsgericht Jena ist das Landgericht Gera übergeordnet. Zuständiges Oberlandesgericht ist das ebenfalls in Jena ansässige Thüringer Oberlandesgericht.